# Système OTAN de défense aérienne et antimissile intégrée

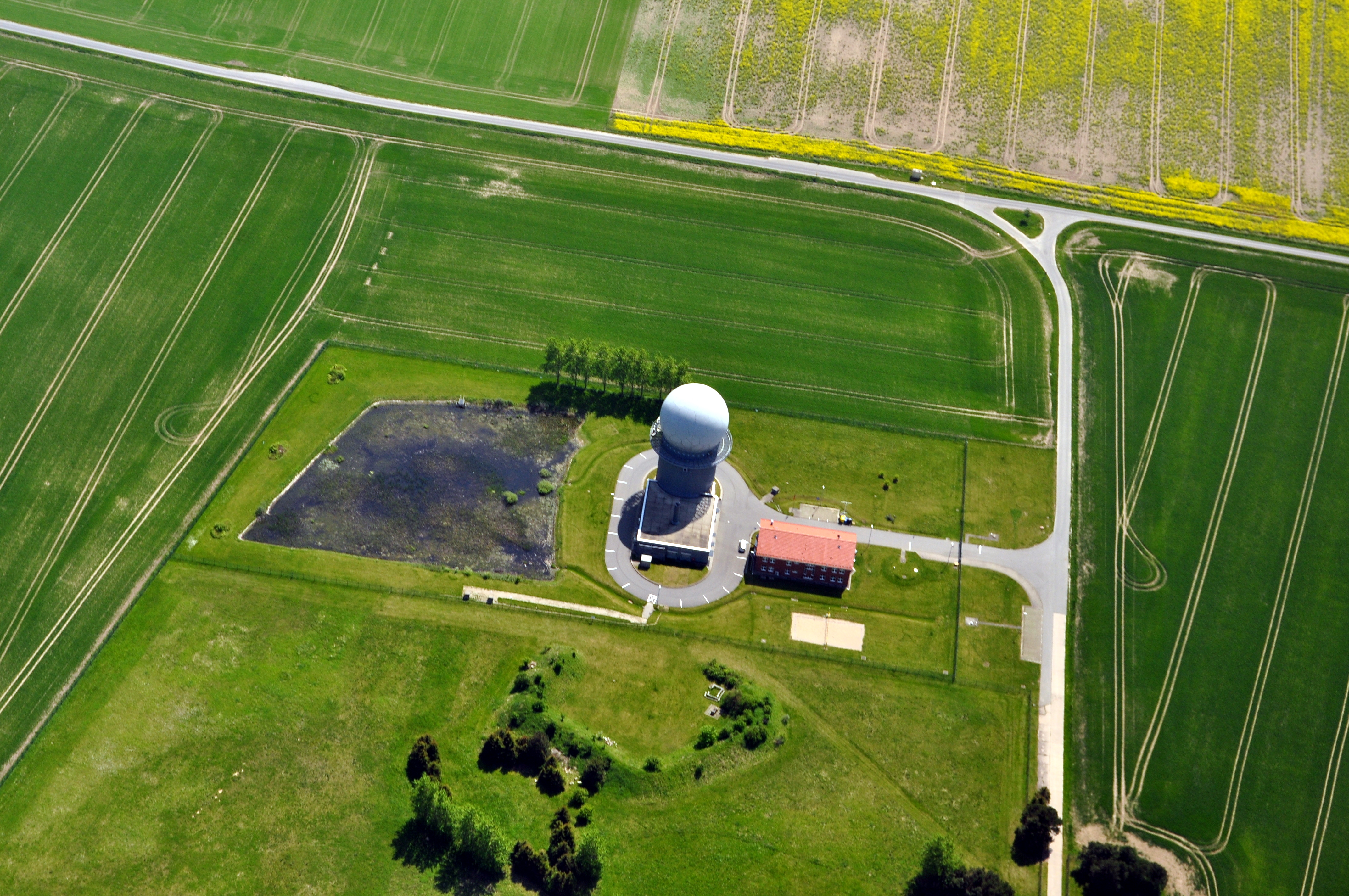
Station radar de la Luftwaffe à Putgarten.

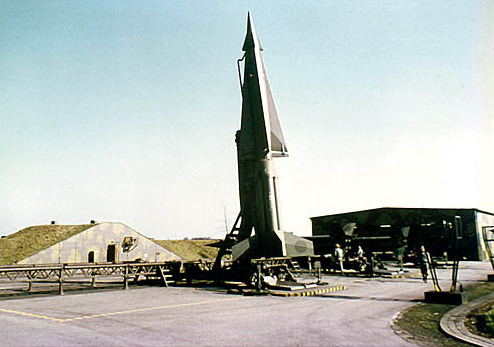
Site de missiles Nike-Hercules de l'armée de l'air royale néerlandaise en Allemagne de l'Ouest dans les années 1970.

Le système OTAN de défense aérienne et antimissile intégrée (SODAAI) (en anglais : « NATO Integrated Air and Missile Defence System » (NATINAMDS)) est un réseau de défense aérienne des pays européens de l'Alliance Atlantique établit à l'origine en réponse au développement de bombardiers à longue portée soviétiques dans les années 1950. 
Le développement est approuvé par le Comité militaire de l'OTAN en décembre 1955. Le système se base sur quatre régions de défense aérienne coordonnées par le Commandant Suprême des Forces Alliées en Europe (SACEUR). Dès 1956, la couverture est déployée en Europe de l'Ouest en utilisant dix-huit stations radar. Cette partie du système est mise en route en 1962. 
Reliant plusieurs sites nationaux radar, le système coordonné est appelé Infrastructure électronique de la défense aérienne de l'OTAN (NADGE). Il coordonne en cas de conflit les diverses unités de commandement et de contrôle, les installations radars, les batteries de missiles sol-air (MIM-14 Nike-Hercules et MIM-23 Hawk) et les avions d'interception.
Les différents sites sont reliés par la liaison de données tactiques OTAN duplex Liaison 1. En 1972, le NADGE est converti en NATINADS consistant en un réseau de 84 radars. Avec la mise en œuvre des programmes du système de défense antimissile de l'OTAN, il devient le NATINAMDS en 2014.
Le président du comité de direction de ce projet a été le général belge Michel Donnet. 